# 王小民
王小民（？—），男，中国声学家，现任中国科学院声学研究所所长，中国声学学会理事长，第十三届全国政协委员。